# Péseux
Péseux – miejscowość i gmina we Francji, w regionie Burgundia-Franche-Comté, w departamencie Doubs.
Według danych na rok 1990 gminę zamieszkiwało 101 osób, a gęstość zaludnienia wynosiła 15 osób/km² (wśród 1786 gmin Franche-Comté Péseux plasuje się na 642. miejscu pod względem liczby ludności, natomiast pod względem powierzchni na miejscu 663.).